# Coapexco
Coapexco est un site archéologique mésoaméricain du Préclassique ancien situé à l'est d'Amecameca dans l'État de Mexico au Mexique. Il a été découvert par Jeffrey R. Parsons.
Le site a été habité très brièvement pendant un siècle vers -1150. Il occupe une superficie de 44 ha et abritait une population d'un millier d'habitants. Il s'agit d'un village qui ne compte pas de structures civico-cérémonielles, mais les fouilles ont permis de distinguer des traces de différenciation sociale (céramiques et metates de meilleure qualité par exemple). Elles ont également révélé la présence d'éléments de style olmèque (figurines). Le village, qui participait de la culture de Tlatilco, était bien situé sur la route principale qui relie le Bassin de Mexico à la côte du Golfe du Mexique en passant par le Morelos.